# Baha al-Din Sam II
Baha al-Din Sam II fou sultà gúrida de la família shansabànida del Ghur. Era fill de Ghiyath al-Din Mahmud i el va succeir quan aquest va morir assassinat en una data que varia segons les fonts entre 1210 i 1213.
Sota pressió de Coràsmia fou deposat (en una data entre 1211 i 1213) i proclamat sultà Ala al-Din Atsiz, partidari declarat del xa de Coràsmia.